# 화이트스네이크
화이트스네이크(Whitesnake)는 1978년 런던에서 결성된 영국의 하드 록 밴드이다. 이 그룹은 원래 최근 딥 퍼플을 떠난 가수 데이비드 커버데일의 백 밴드로 결성되었다. 밴드는 빠르게 그들만의 독립체로 발전했지만, 커버데일은 그들의 역사를 통틀어 유일한 고정 멤버이다.
화이트스네이크의 초기 사운드는 비평가들에 의해 블루스 록으로 특징지어졌지만, 1980년대 중반에 이르러 밴드는 서서히 상업적으로 접근 가능한 하드 록 스타일로 나아갔다. 사랑과 섹스 같은 주제는 화이트스네이크의 가사에서 흔히 볼 수 있는데, 화이트스네이크의 가사는 성적인 풍자와 이중적인 요소를 과도하게 사용한다는 비판을 받아왔다. 화이트스네이크는 1988년 브릿 어워드에서 최우수 영국 그룹을 포함한 여러 상에 후보로 올랐다. 그들의 노래와 음반은 VH1과 《롤링 스톤》과 같은 많은 매체의 "베스트" 목록에 오른 반면, 그들은 여러 매체에 의해 역사상 가장 위대한 하드 록 밴드 목록에 올랐다.

## 역사

### 초기, 1976~1978년
1976년 3월, 가수 데이비드 커버데일은 영국의 하드 록 밴드 딥 퍼플을 탈퇴했다. 그는 3년 전 밴드에 합류하여 세 장의 성공적인 음반을 녹음했다. 딥 퍼플을 탈퇴한 후 커버데일은 1977년 5월 솔로 음반 《White Snake》를 발매했다. 1978년 3월에 두 번째 솔로 음반 《Northwinds》가 발매되었다. 커버데일은 딥 퍼플의 대명사인 하드 록 사운드와 거리를 두고 싶었기 때문에 블루스, 솔, 펑크의 요소를 모두 결합했다. 두 음반 모두 커버데일이 1960년대 후반부터 알고 지낸 전 스나푸 기타리스트 미키 무디가 참여했다. 무디는 런던에서 조립을 시작한 커버데일의 백 밴드에 가장 먼저 합류했다. 커버데일은 "화이트스네이크는 실제로 《Northwinds》의 일회성 프로모션 투어를 홍보하기 위해 결성되었다"라고 말했다. 무디는 두 번째 기타리스트를 영입할 것을 제안했고, 결국 그 자리는 UFO와 페이스 애시턴 로드 출신인 버니 마즈든에게 돌아갔다. 그의 도움으로 밴드는 코지 파월의 밴드에서 마스덴과 함께 연주했던 베이시스트 닐 머리를 영입할 수 있었다. 이 그룹의 초기 라인업은 드러머 데이브 다울과 스트리트워커스에서 함께 연주했던 키보디스트 브라이언 존슨이 마무리했다. 밴드의 다른 초기 후보로는 드러머 코지 파월과 데이브 홀랜드, 기타리스트 멜 갤리가 있었다.

### 1979~1980년
화이트스네이크는 1979년 2월 9일, 독일에서 첫 유럽 대륙 투어를 시작했다. 4월에는 커버데일이 딥 퍼플과 함께 작업했던 글로스터셔주의 클리어웰 캐슬에서 두 번째 음반을 녹음하기 시작했다. 마틴 버치는 프로듀싱을 위해 돌아왔고 밴드는 롤링 스톤스 이동식 스튜디오를 고용하여 녹음에 참여했다. 나중에 버니 마즈든은 이 음반을 "전환 음반"이라고 설명했고, 밴드는 실제로 "꽃을 피우고" 입지를 찾기 시작했다. 이 음반에는 커버데일이 "그 시대의 음악적 접근 방식을 정말 요약한" 라이브 스테이플인 〈Walking in the Shadow of the Blues〉도 포함되어 있었다.
음반이 발매되기 전, 드러머 데이브 다울은 이언 페이스, 커버데일, 로드의 전 딥 퍼플 밴드 동료로 교체되었다. 다울의 탈퇴의 성격에 대해서는 약간의 논쟁이 있습니다. 커버데일은 다울의 음반 활동 부족과 "건설적인 비판"을 원하지 않는 것이 그의 해고로 이어졌다고 주장해 왔다. 한편 버니 마즈든은 다울이 클리어웰 캐슬에 있고 가족과 떨어져 있는 것이 싫어서 떠났다고 주장했다. 페이스가 다울의 드럼 파트를 재녹음하는 아이디어는 고려되었지만 결국 비용이 청구되어 밴드 경영진에 의해 거부되었다. 페이스의 합류로 인해 커버데일이 딥 퍼플 재결합을 준비하는 것에 대한 영국 음악 언론의 추측도 불러일으켰지만, 그는 이를 부인했다. 이후 커버데일은 페이스가 밴드에 합류한 것이 "모든 멤버가 "절대적으로 최고의 공연을 하고" "서로에게 최고의 영감을 주는" "진정한 화이트네이크의 시작"처럼 느껴졌다고 말했다.

## 음반 목록

### 스튜디오 음반
- Trouble (1978년)
- Lovehunter (1979년)
- Ready an' Willing (1980년)
- Come an' Get It (1981년)
- Saints & Sinners (1982년)
- Slide It In (1984년)
- Whitesnake (1987년)
- Slip of the Tongue (1989년)
- Restless Heart (1997년)
- Good to Be Bad (2008년)
- Forevermore (2011년)
- The Purple Album (2015년)
- Flesh & Blood (2019년)